# Воронков Ігор Сергійович
Ігор Сергійович Воронков (нар. 24 квітня 1981, м. Дзержинськ Донецької області) — український футболіст, півзахисник мінського клубу «Крумкачи». Автор першого голу ФК «Мінськ» у єврокубках й одночасно першого голу в Лізі Європи УЄФА 2011—2012.

## Кар'єра
На аматорському рівні виступав за клуби «Угольок» та «Шахтар» (Дзержинськ).
На професіональному рівні грав за білоруські клуби «Дніпро-Трансмаш», «Торпедо» (Жодіно), «Мінськ», «Гомель», «Білшина» та «Динамо» (Мінськ).
26 січня 2016 року став гравцем клубу «Слуцьк». 13 червня того ж року залишив команду.
Улітку 2016 року став гравцем мінськкого клубу «Крумкачи».

## Досягнення
- Володар Суперкубка Білорусі з футболу (1):

Гомель: 2012